# هاینکل هادی ۱۶
هاینکل اچ‌دی ۱۶ (به آلمانی: Heinkel HD 16) یک هواگرد دوباله تک‌موتوره اژدرافکن آب‌نشین بود که توسط شرکت هواپیماسازی آلمانی هاینکل در دهه ۱۹۲۰ میلادی طراحی و به صورت تحت لیسانس توسط شرکت سوئدی سوانسکا آئرو در استکهلم تولید شد.
اچ‌دی (HD) در عنوان این هواگرد مخفف ترکیب آلمانی Heinkel Doppeldecker به معنای هواگرد دوباله هاینکل است.

## طراحی و توسعه
در پی عدم رضایت از عملکرد هاینکل اچ‌دی ۱۴ و رد آن توسط نیروی دریایی سوئد در سال ۱۹۲۶، شرکت هاینکل با دریافت سفارش دیگری در ماه آوریل سال ۱۹۲۷، دست به توسعه هاینکل اچ‌دی ۱۶ بر پایه هاینکل اچ‌دی ۱۴ زد. موتور هواگرد جدید بر خلاف هواگرد پیشین خنک شونده با هوا بود. با تأیید این طراحی در ماه فوریه سال ۱۹۲۸، دو فروند از این هواگرد در پاییز سال ۱۹۲۸ تولید و پس از گذراندن پروزهای آزمایشی در ماه‌های اکتبر و نوامبر همان سال در وارنمونده و دریافت تغییرات جزئی، دسامبر ۱۹۲۸ و ژانویه ۱۹۲۹ به نیروی دریایی سوئد فروخته شد و عنوان تی-۱ به خود گرفت.
هر دو هواگرد تا اواخر دهه ۱۹۳۰ میلادی به پرواز در نیروی دریایی سوئد ادامه دادند.

## ساختار
بال بالا و پایین اچ‌دی ۱۶ دقیقاً روی یکدیگر قرار داشتند. بدنه فولادی هواگرد در بخش جلو با صفحات آلومینیوم و قسمت عقب با پارچه پوشانده شده بود. بیشتر ساختار بال‌ها از چوب ساخته شده و با پارچه پوشیده شده بود. تنها در قسمتی از بخش میانی بال پایین از فولاد استفاده گشته بود. دم هواگرد نیز فولادی بود. از منظر ارابه فرود امکان آب‌نشین و خشکی‌نشین بودن این هواگرد وجود داشت. در ابتدا خلبان و مشاهده‌گر در اچ‌دی ۱۶ کنار یکدیگر می‌نشستند اما بعداً برای ایجاد میدان دید بهتر برای مشاهده‌گر، به پشت سر هم تغییر یافت.

## مشخصات فنی (دومین فروند)

### مشخصات عمومی
- خدمه: ۳ نفر
- طول: ۱۳ متر
- پهنای بال: ۱۸ متر
- ارتفاع: ۵٫۲ متر
- مساحت بال: ۹۶٫۹ متر مربع
- وزن خالی: ۲۵۷۰ کیلوگرم
- وزن خالص: ۴۵۷۰ کیلوگرم
- نیرومحرکه: یک موتور پیستونی شعاعی ۱۴ سیلندر آرمسترانگ سیدلی لئوپارد خنک شونده با هوا: ۶۶۶ اسب بخار - ۴۹۷ کیلو وات
- پیش‌ران: ملخ ۲ تیغه

### عملکرد
- حداکثر سرعت: ۱۹۶ کیلومتر بر ساعت
- سرعت فرود: ۸۶ کیلومتر بر ساعت
- سرعت اوج‌گیری: ۲٫۵ متر بر ثانیه، ۱۰۰۰ متر در ۶ و نیم دقیقه
- حداکثر ارتفاع: ۴۰۰۰ متر
- بارگیری بال: ۴۷ کیلوگرم بر متر مربع

### تسلیحات
- یک اژدر ۴۵ سانتی‌متری ام/۱۷